# قرنيات المنقار
قرنيات المنقار (الاسم العلمي: Bucerotiformes)، هي إحدى رُتب الطيور. والتي تضم طيور أبو قرن والهدهد وهدهد الخشب. تُصنف في بعض الأحيان على أنها جُزء من رُتبة الشقراقيات. لكن هُناك أدلة أخرى تدل على أنه مُصنفين في رتبة خاصةً بهم.

## الفصائل
- هدهدية (تضم جنس واحد ونوع واحد)
- أبو قرن (تضم 12 جنساً و54 نوعاً)
- هدهد الخشب (تضم جنسين و8 أنواع)
- أبو قرن الأرض (تضم جنسين و8 أنواع)